# Entamoeba
Entamoeba – rodzaj pełzaków należących do typu Amoebozoa będących pasożytami wewnętrznymi lub komensalami zwierząt w tym ludzi. Jedynym patogennym gatunkiem z tego rodzaju jest
Entamoeba histolytica.
Gatunki należące do rodzaju Entamoeba w czasie swojego cyklu rozwojowego wytwarzają cysty, należy tu też kilka gatunków niewytwarzających cyst np. Entamoeba gingivalis. Cysty zawierają jedno, cztery, osiem jąder lub nawet 16.
Należą tutaj następujące gatunki:
- Entamoeba barreti Taliferro and Holmes, 1924
- Entamoeba bovis (Liebetanz, 1905)
- Entamoeba chattoni[2]
- Entamoeba coli – Pełzak okrężnicy[4]
- Entamoeba dispar Brumpt[4]
- Entamoeba ecuadoriensis[2]
- Entamoeba equi[2]
- Entamoeba gingivalis – Pełzak dziąsłowy[4]
- Entamoeba hartmanni Prowazek, 1912
- Entamoeba histolytica – Pełzak czerwonki[4]
- Entamoeba insolita[2]
- Entamoeba invadens Rodhaim, 1934
- Entamoeba moshkovskii Tshalaia, 1941
- Entamoeba polecki
- Entamoeba ranarum[2]
- Entamoeba struthionis[2]
- Entamoeba suis[2]
- Entamoeba terrapinae Sanders and Cleveland, 1930